# Lidingö stadshus

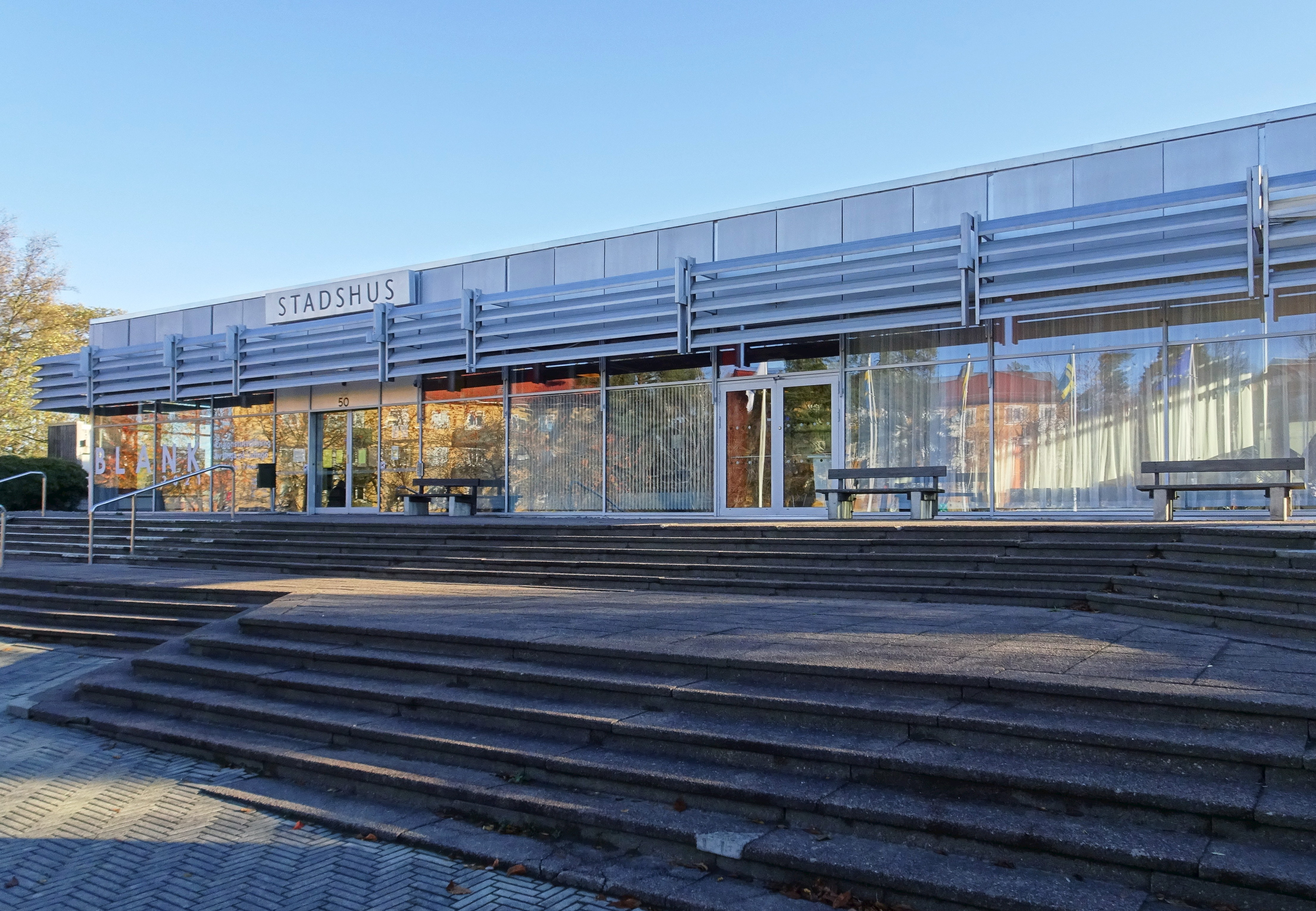
Lidingö stadshus, huvudentrén mot Stockholmsvägen, november 2021.

Lidingö stadshus är en kontorsbyggnad i kvarteret Stadshuset vid Stockholmsvägen 50 i kommundelen Hersby i Lidingö kommun. Byggnaden inrymmer huvuddelen av Lidingös kommunförvaltning och uppfördes i början av 1970-talet efter ritningar av arkitekt Sten Samuelson. Byggnaden tillmäts ett högt arkitekturhistoriskt värde och är bedömd som värdefullt kulturminne i kommunens översiktsplan från 2002. Fastigheten är blåmärkt av kommunen vilket innebär bebyggelse vars kulturhistoriska värde motsvarar fordringar för byggnadsminne
i kulturminneslagen. Enligt kommunen är Stadshuset "unik som anläggning och den blanka gestalten får betraktas som ovanlig för sin tid". Idag är Stadshuset även ett kulturhus med bibliotek, plats för utställningar och flera kulturscener.

## Kvarterets historia och gamla stadshuset

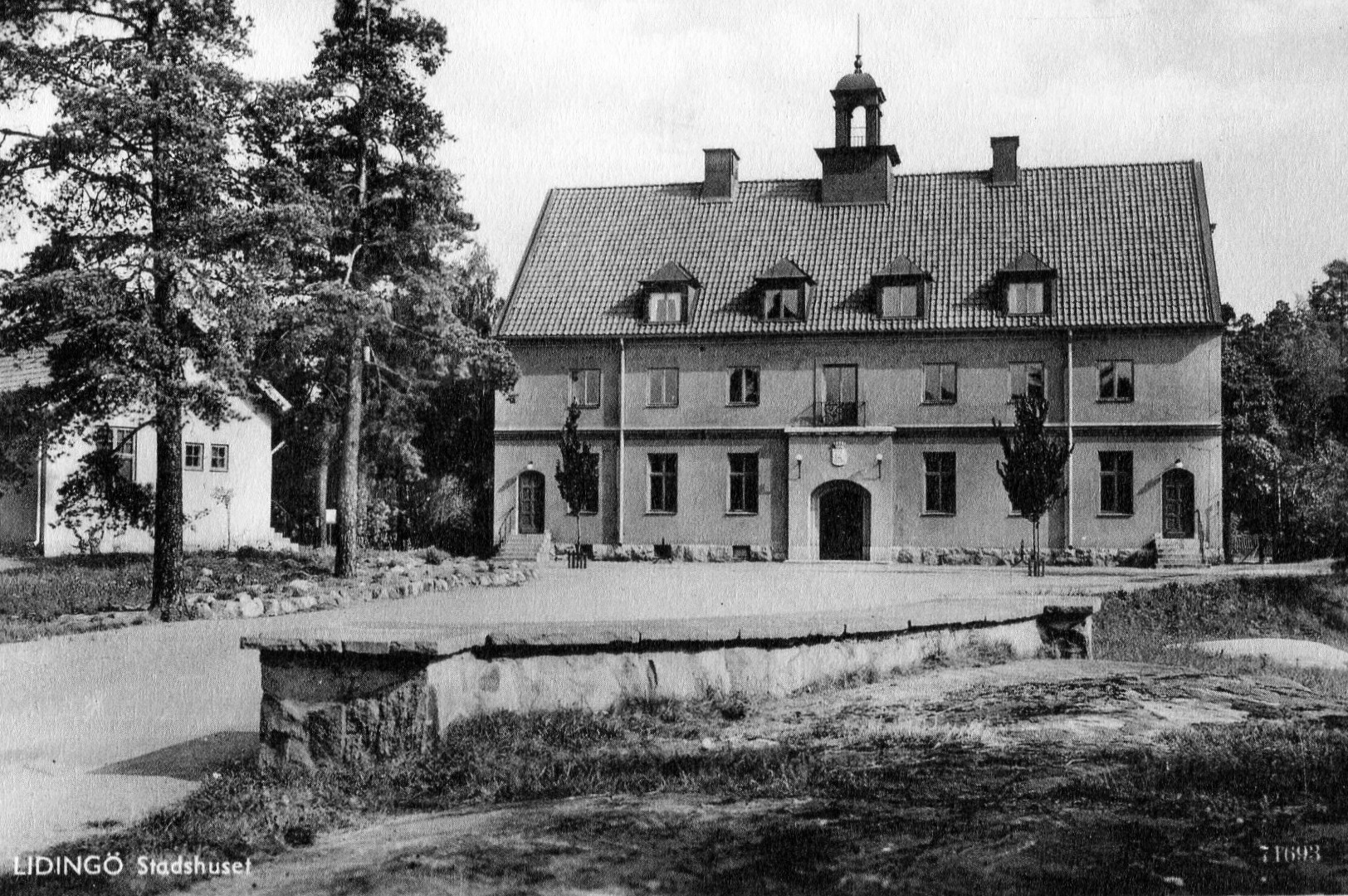
Gamla stadshuset omkring 1945.

Kvarteret Stadshuset bildades redan 1913 när Lidingö villastads första stadsplan antogs. Kvarteret hette då Vattängen och avsattes för allmänt ändamål (litt F = offentliga byggnader). I öster skulle en gren av Norra Lidingöbanan stryka förbi söderut, den blev dock aldrig byggd. Redan då var trakten kring banans hållplats Vasavägen ett sorts centrum för den unga villastaden. På den framtida stadshustomten tomten fanns några mindre byggnader och ett ålderdomshem från 1888. 
Ålderdomshemmet fungerade mest som fattiggård där "friska, sjuka, idioter, vansinniga, äkta par och barn äro blandade om hvarandra", skrev en representant för Svenska fattigvårdsförbundet 1908. Byggnaden moderniserades och blev därefter ett renodlat pensionärshem som revs först 1976 när nya stadshuset stod färdigt. På tomtens södra del uppfördes 1912 Lidingös epidemisjukhus som skulle ta hand om av tuberkulos och tyfus drabbade personer som var talrika under första världskrigets nödår. Efter hand överfördes epidemivården till ett nytt sjukhus i Sundbyberg och från 1925 fanns en provisorisk småskola i huset.
Redan 1917 började diskussioner i köpingen om en ny kommunal förvaltningsbyggnad. Valet föll på det tidigare epidemisjukhuset från 1912 som skulle byggas om och anpassas för ändamålet. För ombyggnadsritningarna svarade John Åkerlund. Bland annat höjdes huset med en våning och kompletterades med ett klocktorn på taket. Förvaltningen kunde flytta in 1931. Samtidigt byttes kvartersnamnet från Vattängen till Stadshuset. 
Det dröjde inte länge innan lokalerna inte räckte till och flera förvaltningar fick inhysas i närbelägna byggnader, bland annat i det gamla pensionärshemmet från 1888. Några av kommunens förvaltningar hade sina lokaler även i Hersby gymnasium och skolans aula användes som sessionssal. Gamla stadshuset revs i augusti 1972 för att bereda plats för nya stadshuset.

## Nya stadshuset

### Tävling

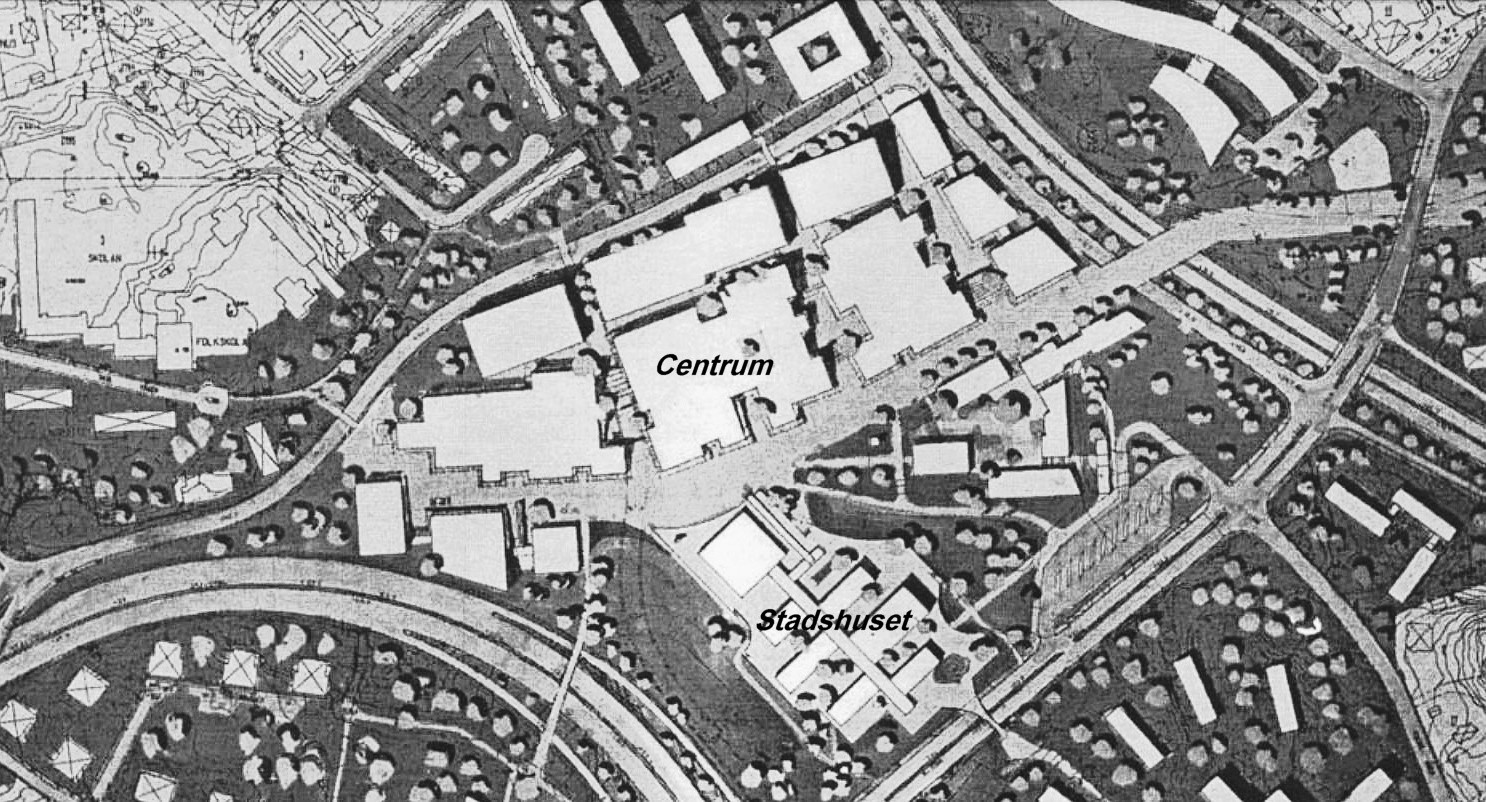
Tävlingsförslaget från 1966/1967.

Nuvarande stadshusbyggnaden är resultatet av en arkitekttävling som utlystes 1964 och avsåg ursprungligen utformningen av Lidingös centrala delarna, speciellt ett nytt centrum. Bakom det vinnande förslaget stod arkitektkontoret Jaenecke & Samuelson från Malmö med Sten Samuelson som ansvarig arkitekt. I november 1966 ombads arkitekterna bakom de tre bästa förslagen att delta i en omtävling med syfte att bearbeta sina bidrag. Förutsättningarna var samma som 1964, alltså en hel ny centrumanläggning. Omtävlingen vanns av Sten Samuelsson Arkitektkontor.
Deras förslag utgick från begreppet Stadsdelsgruppcentrum som skulle innehålla, utöver kommersiella funktioner, även lokaler för kultur och kommunens administration. Av arkitekternas förslag framgår också att man redan då planerade för en framtida utökning av stadshusdelen genom att bygga flera volymer på båda sidor om en huvudaxel som utgjordes av en central korridor. Centrumanläggningen placerades norr om stadshuskomplexet och däremellan drogs Stockholmsvägen, ombyggd till gågata.
Detaljplanen antogs av kommunfullmäktige den 30 juni 1970. Det var dock endast den administrativa delen av förslaget som kom att utföras efter ritningar av Sten Samuelsson. Vid sin sida hade han medarbetaren från Jaenecke & Samuelson, arkitekten Robert Larsson. Efter ytterligare fem år kunde byggnaden invigas. Den kommersiella delen, dagens Lidingö centrum, kom först i början 1990-talet till utförande (invigd 1995) dock inte efter Samuelsons förslag.

### Arkitektur

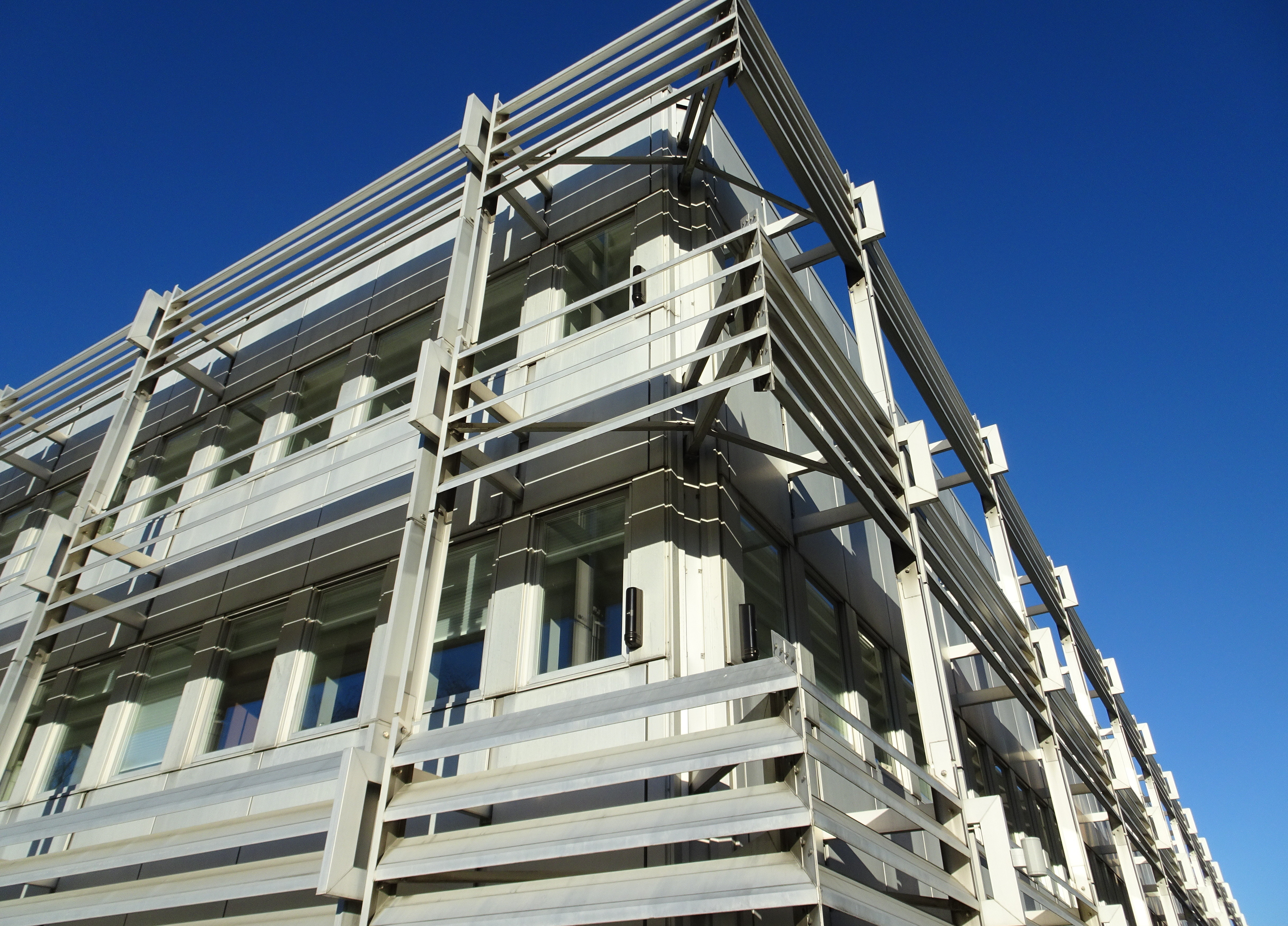
Fasaddetalj.

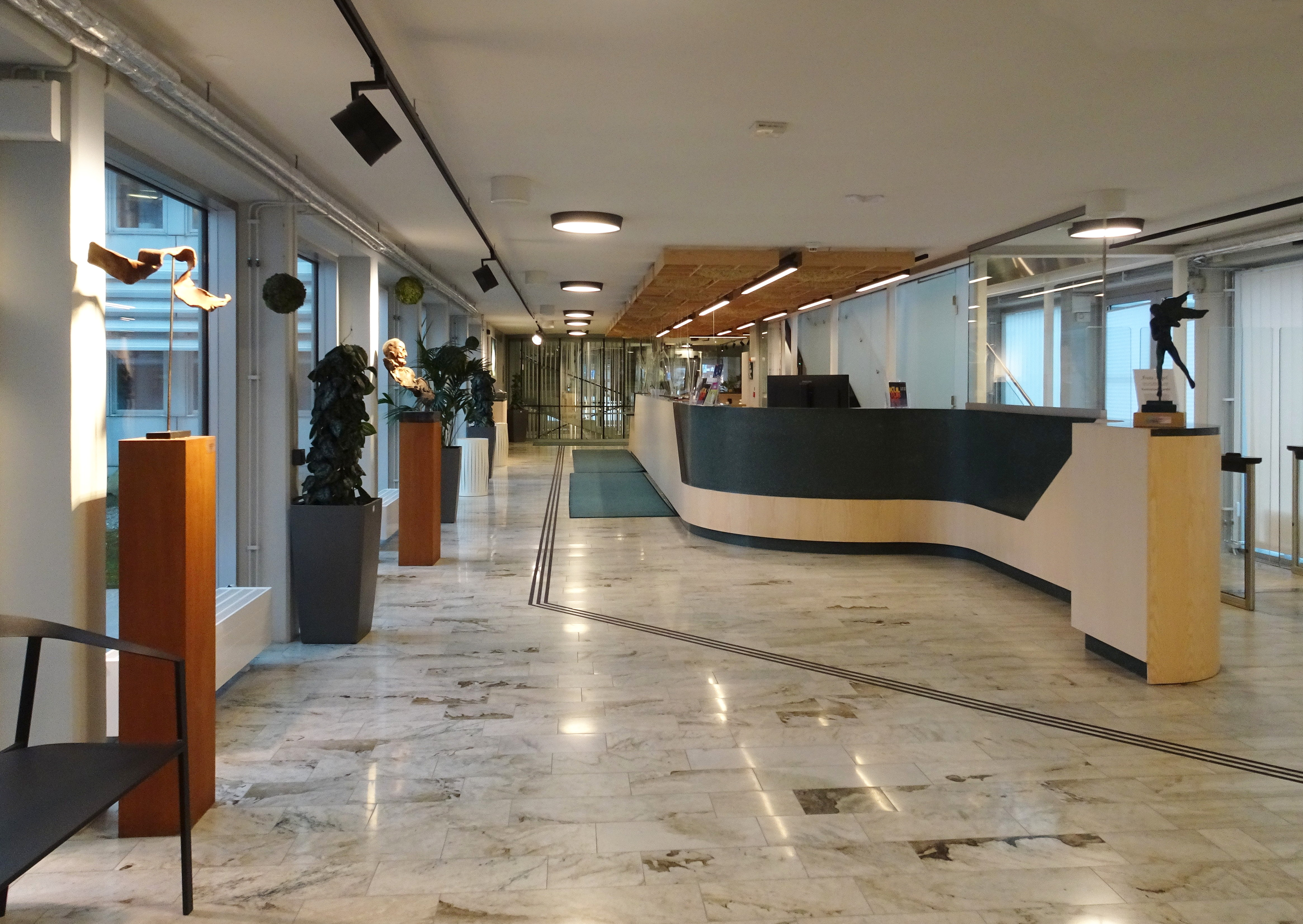
Centralkorridoren och reception.

Stadshusets består av tre separata volymer; två avlånga rektangulära och en kvadratisk som är sammanlänkade genom en central förbindelsegång. De båda rektangulära delar har tre, respektive fyra våningar ovan mark och innehåller kontor med entré från Lejonvägen 15. Den kvadratiska byggnaden har en våning och inhyser bland annat huvudentrén (från Stockholmsvägen 50), reception, utställningshall och biblioteket övre del. Tillsammans har delarna en bruksarea om cirka 18 000 m². Till en början avsåg byggherren, Lidingö kommun, att endast uppföra anläggningens två kontorslängor medan entrédelen ansågs för dyrt att bygga. Under bygget av kontorslängorna beslöt kommunen dock att även uppföra entrédelen. 
Kontorslängorna är platsbyggda med prefabricerade fasadelement medan entrébyggnaden på grund av pressad produktionstid uppfördes i stort sett uteslutande med prefabricerade byggnadselement. Entrédelen stod färdig i januari 1975, ett år efter att kontorslängorna var klara. Byggnaderna vilar på ett förhöjd däck under vilket anordnades restaurang, arkiv, förråd och garage samt Dalénsalen (tidigare sessionssalen), uppkallad efter Gustaf Dalén och Raoul Wallenbergrummet, uppkallat efter diplomaten Raoul Wallenberg som föddes i sommarvillan Kappsta på Lidingö. Sedan ombyggnaden 2020 finns delar av stadsbiblioteket även i undre våningsplanet som nås via en läktare från bottenvåningen.
Karakteristisk för byggnaden är den silverglänsande aluminiumfasaden med tvärställda solavskärmande lameller som ger byggnaden uttryck för tidens high-techstil även kallad materialbrutalism. Stadshuset består i princip av tre material: aluminium, betong och glas. Kärnan i stadshusets arkitektur utgörs av anslutningarna, samspelet och balansen mellan de olika material. Husets mellanväggar är inte bärande, vilket gav och ger möjlighet att lätt kunna ändra rumsindelningen. Det var viktigt att byggnaderna kunde anpassas och förändras efter aktuella behov. Vid uppförandet fanns cirka 300 kontorsrum att tillgå. Den ursprungliga inredningen i kontorslängorna bestod av enkla material som nålfiltmattor på golven och målad glasfiberväv på väggarna. Entréhuset gavs däremot en mer representativ interiör med marmorgolv, innerväggar med stora glaspartier och undertak av träraster i oregon pine.
När byggnaden var ny kritiserades den, bland annat för att vara en "främmande fågel" på Lidingö som annars präglades av småskalig bebyggelse och framförallt villor. Idag betraktas Stadshuset av kommunen som en symbol för Lidingö och en arkitektoniskt konsekvent och genomarbetad byggnad från tidigt 1970-tal och tillmäts ett högt arkitekturhistoriskt värde. Åren 2017 till 2020 genomgick byggnaden en omfattande renovering och effektivisering av ytorna under ledning av arkitektkontoret Codesign till en totalkostnad av 300 Mkr (exklusive inredning). Ombyggnaden nominerades till Årets Bygge 2020.

### Verksamhet
I Stadshuset finns utöver kommunens förvaltningar även Lidingö stadsbibliotek och bland annat Komtek och ArtLab, Vuxenutbildningen, Capio vårdcentral, Mötesplats Centrum och restaurangen Pocket by Pontus. Här ligger också Omsorgs- och socialförvaltningens Hälsomottagning samt Ungdomsmottagning och flera konferensrum för möten mellan tjänstemän, politiker och Lidingöbor. I huset har den fasta utställningen Raoul Wallenberg expo sin plats. Merparten av byggnaden används av kommunförvaltningen där det arbetar cirka 380 personer av kommunens omkring 2 500 anställda (2015).

### Parken
Den yttre miljön utformades av trädgårdsarkitekten Walter Bauer och är inspirerad av japanska trädgårdarnas estetik. Även terrasserna är utformade utifrån japanska influenser. Karaktärsfullt är även den organiskt formade betongmuren som omger huset. I stadshusets park märks flera offentliga konstverk, bland dem: Samothrake av Eric Grate, Fiskarflicken av Ansgar Almquist, Raoul Wallenbergs gärning av Willy Gordon, Åtta stolar av Liv Due, Ögat av Lars-Erik Husberg samt kopiorna Diana, Vildsvin och Hind av Carl Milles.

### Bilder

Byggnader
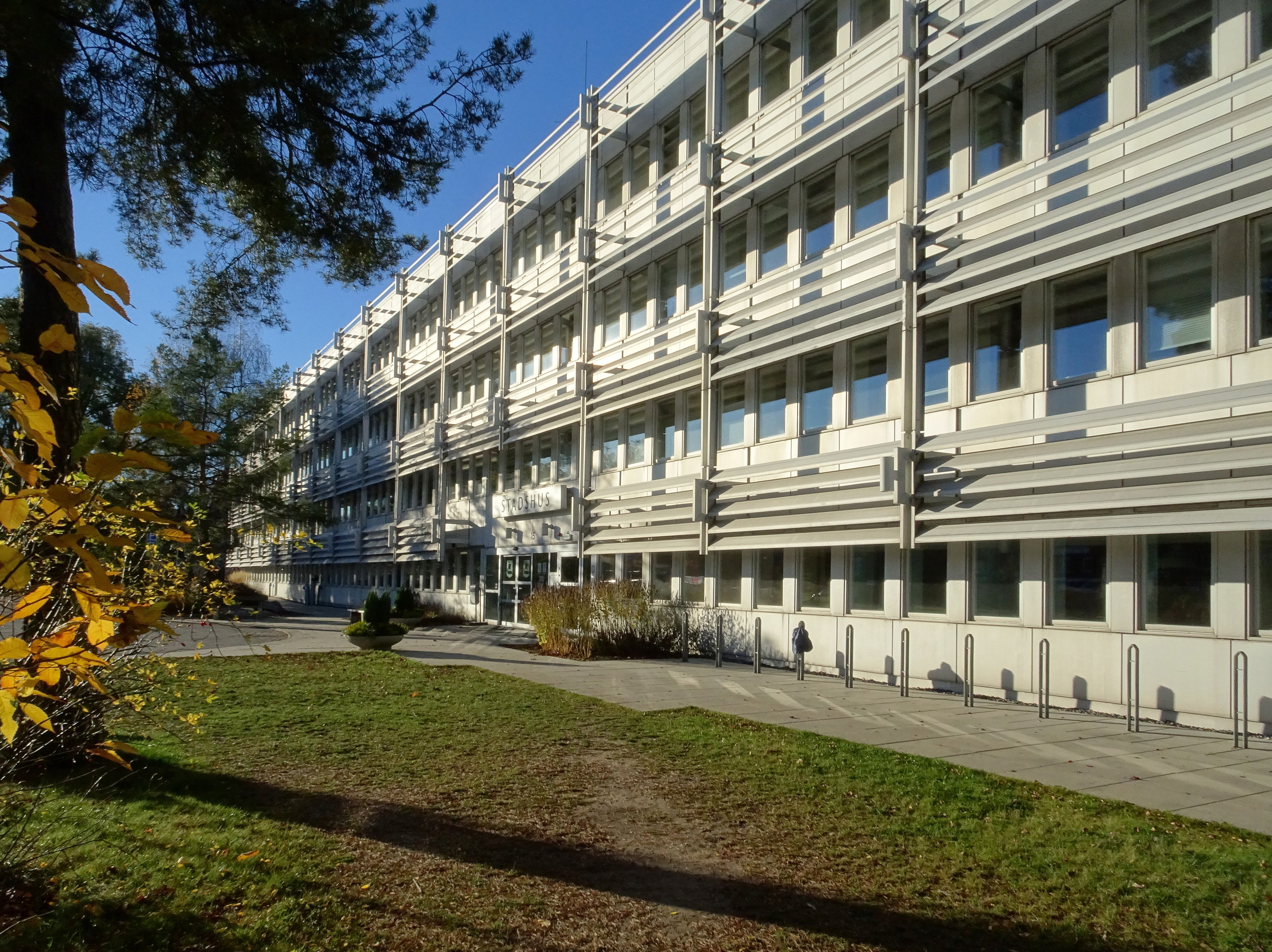
Fasad mot Lejonvägen.
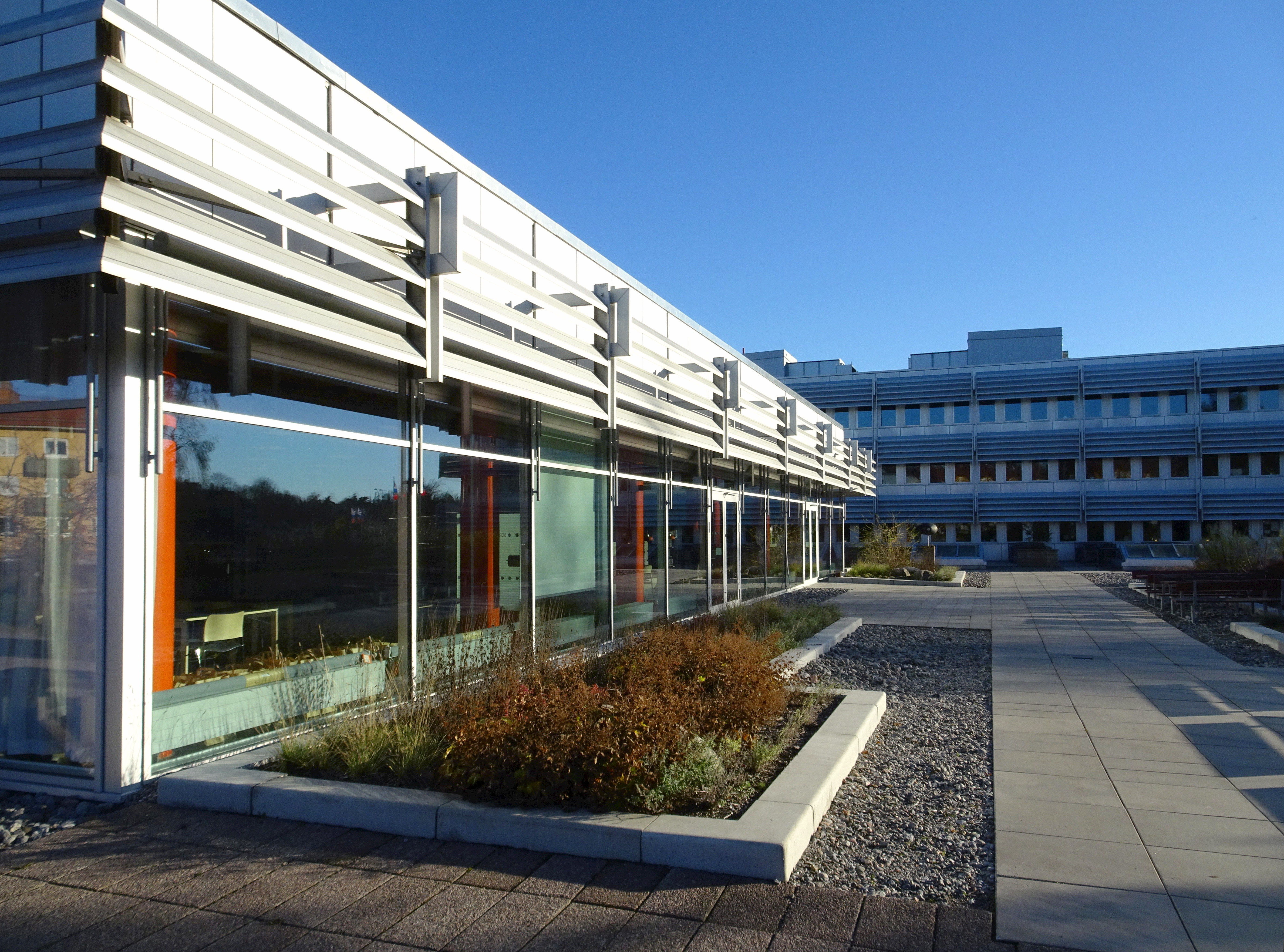
Till vänster: entrébyggnaden.
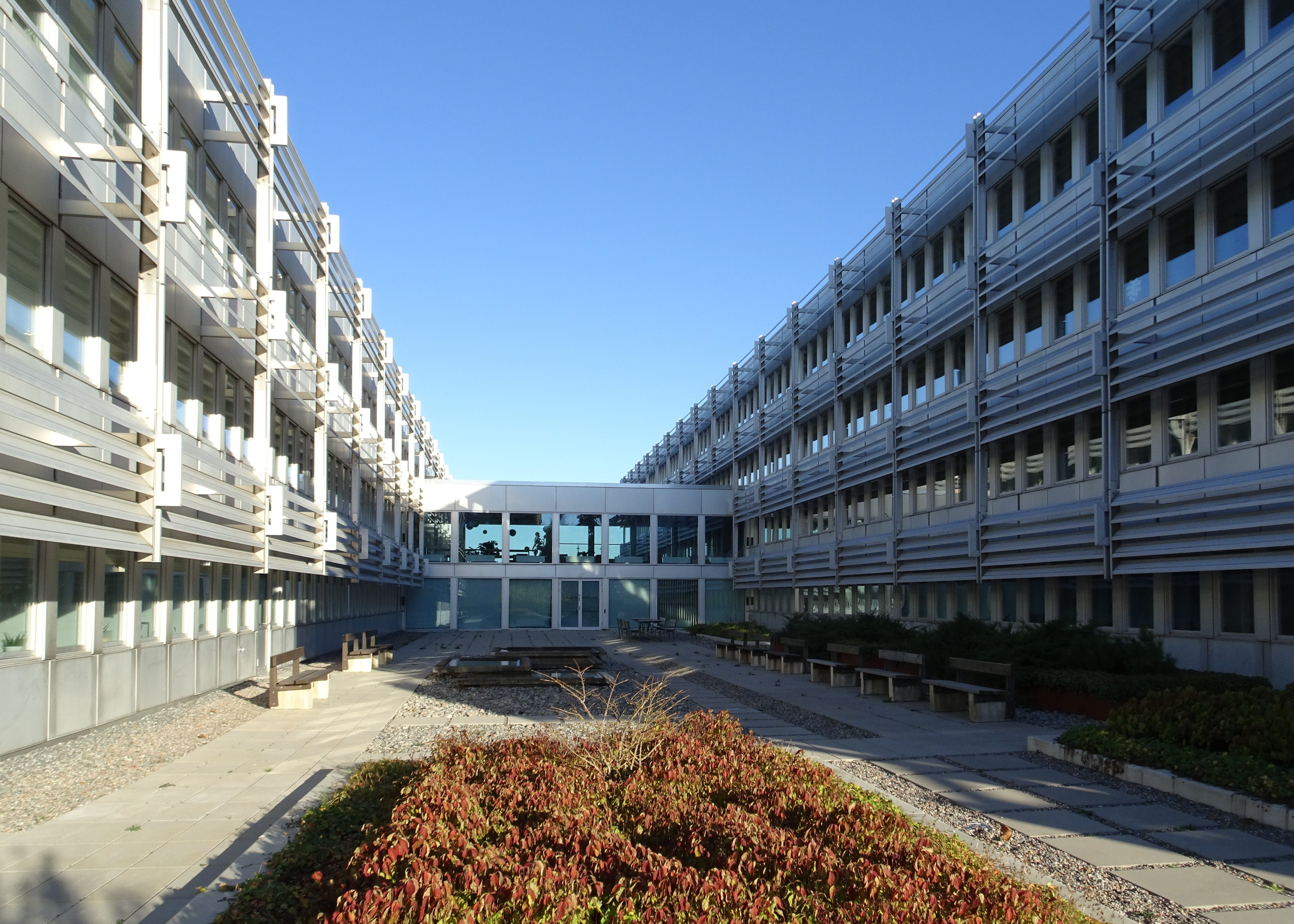
Kontorslängorna och förbindelsebyggnaden.
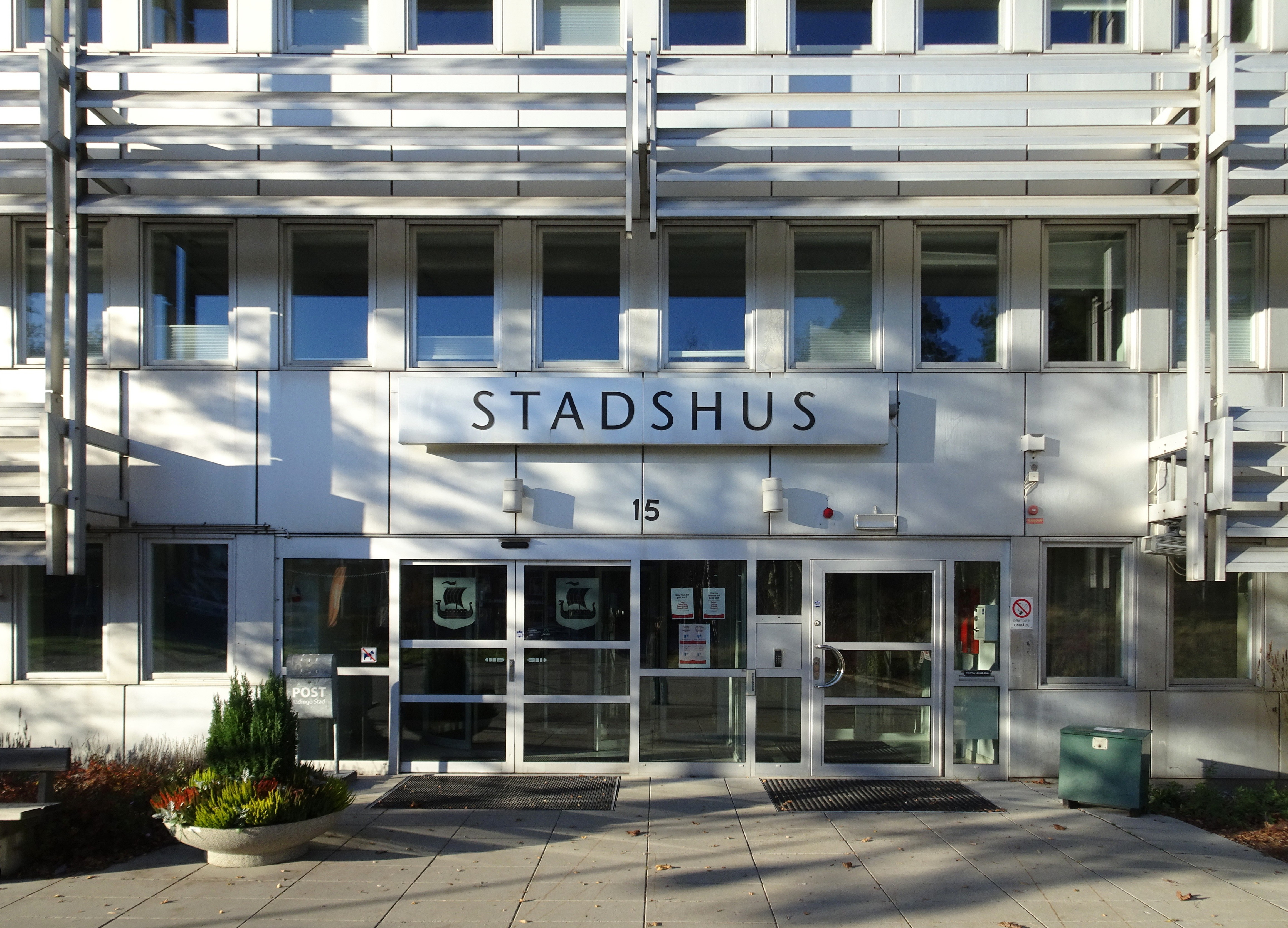
Huvudentré från Lejonvägen.
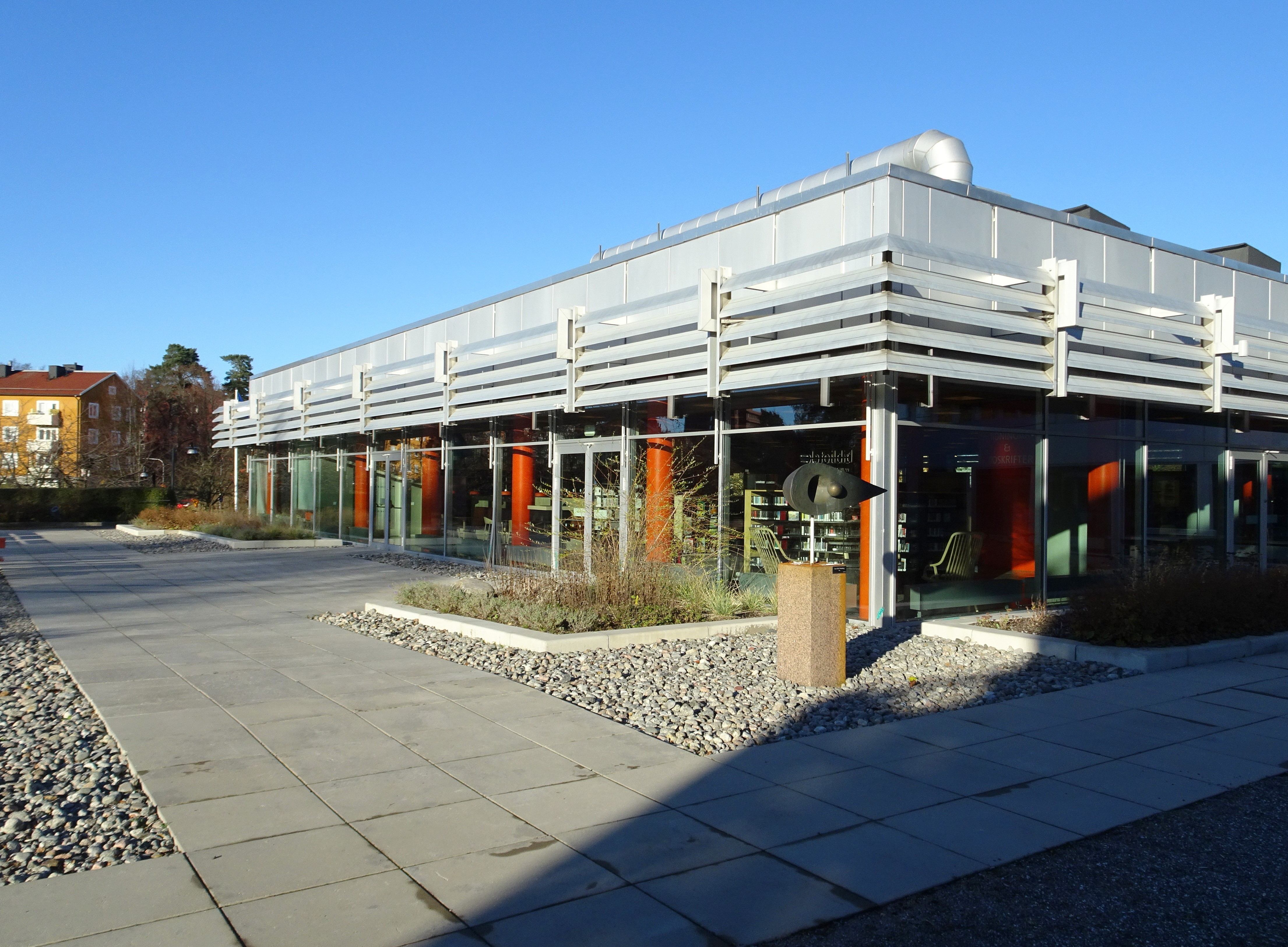
Entrébyggnaden.

Interiör
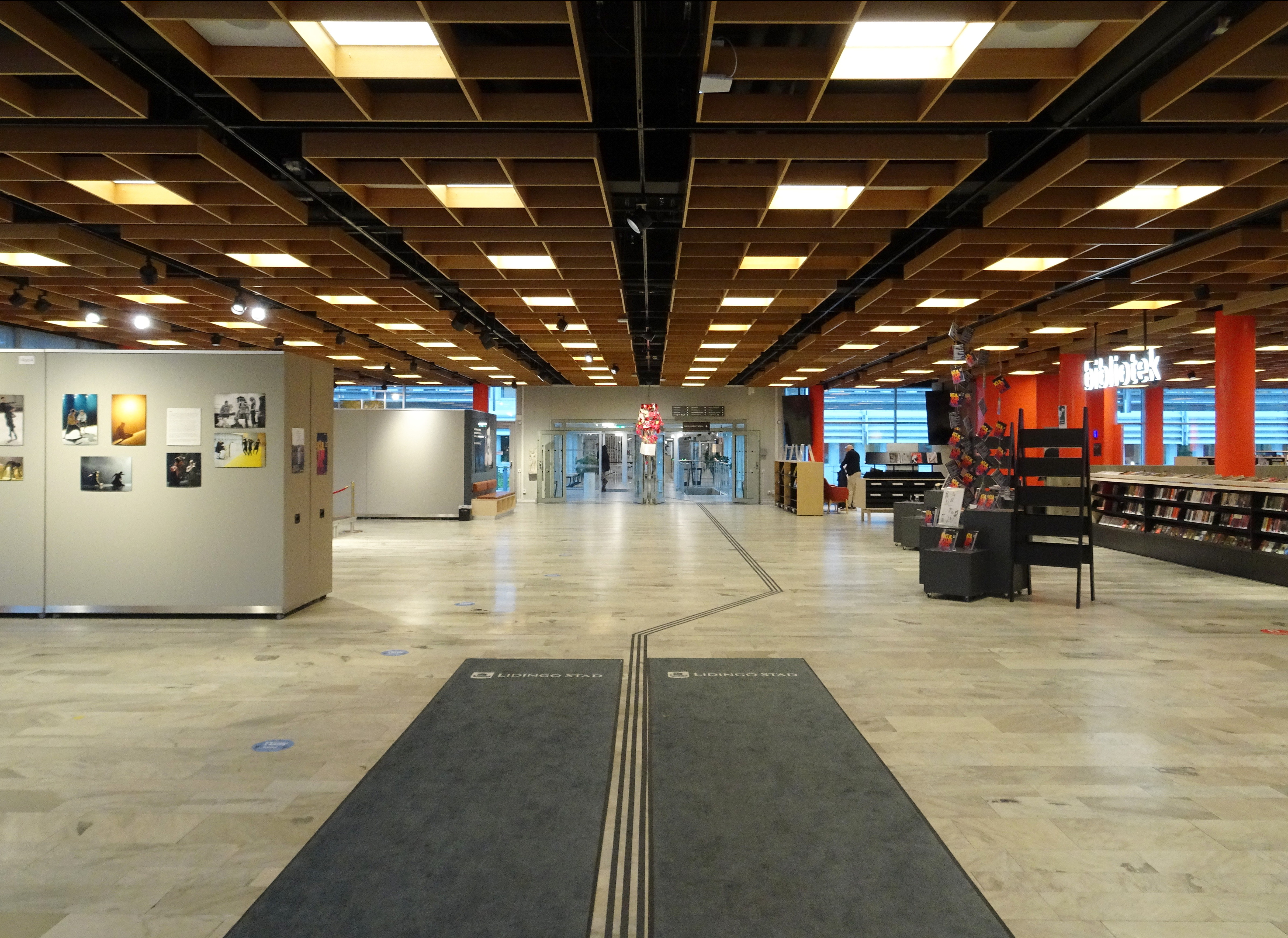
Entréhallen, vy längs med centralaxeln mot sydost.
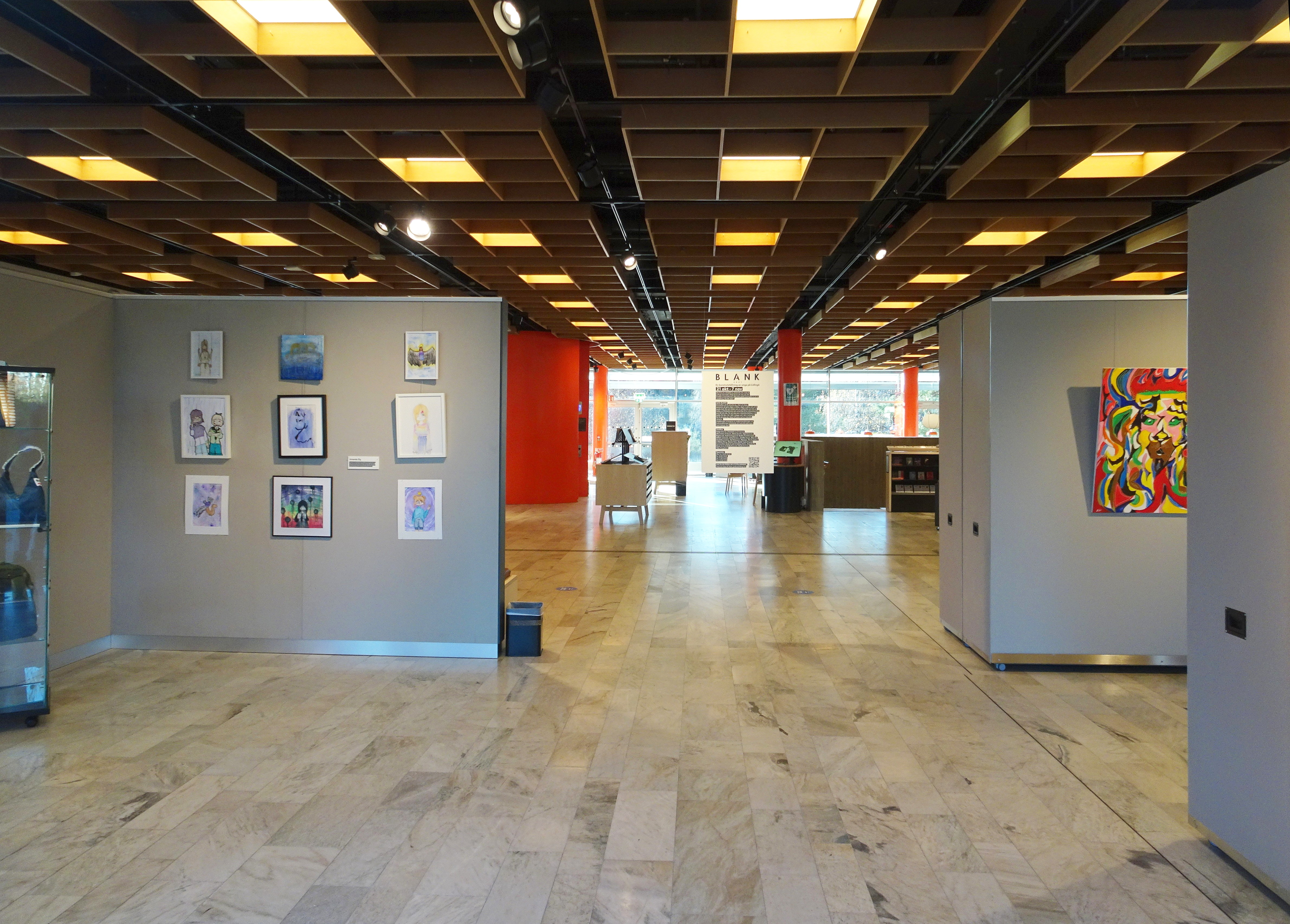
Entré- och utställningshall  (konstutställningen BLANK)..
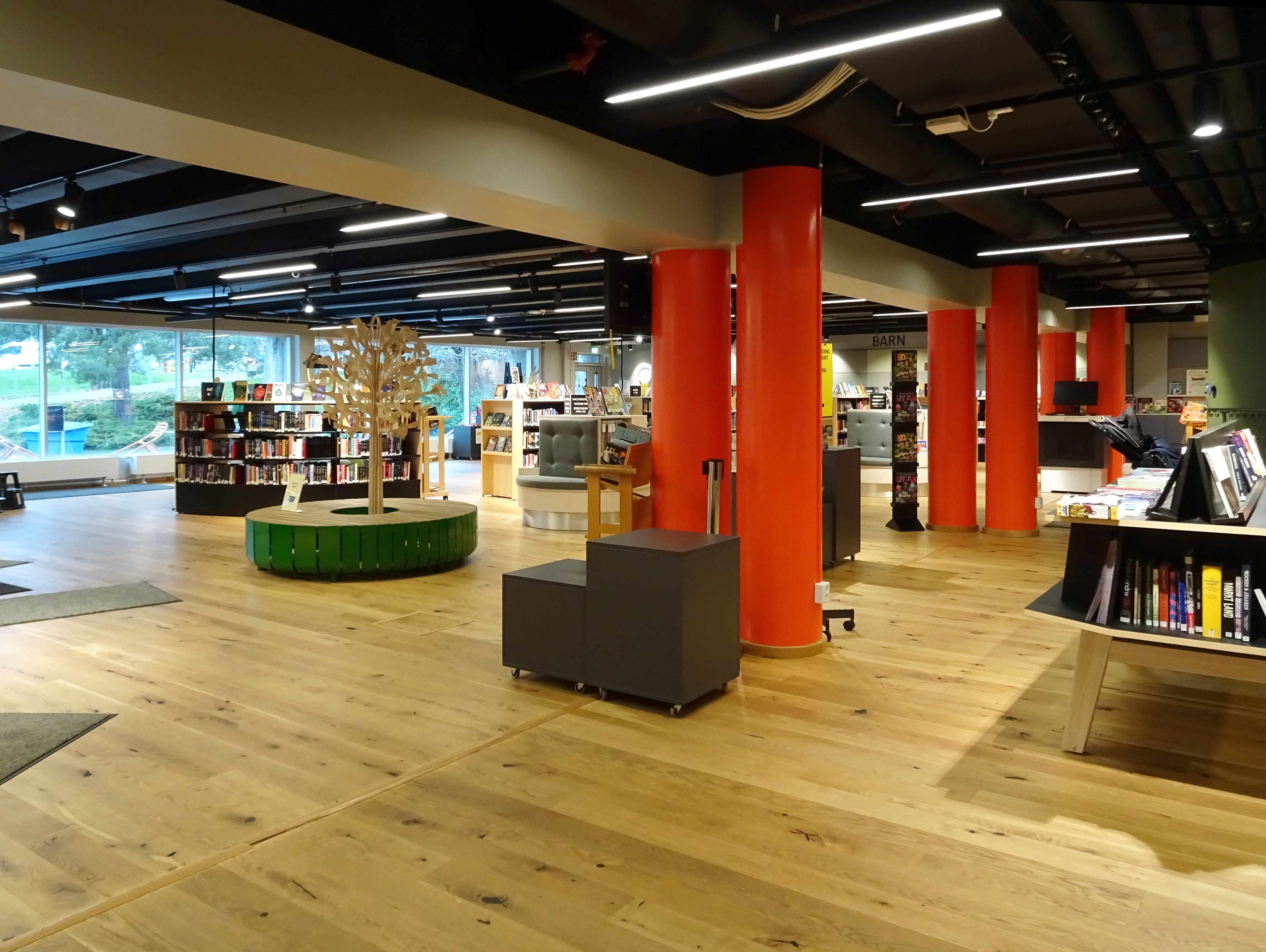
Stadsbiblioteket (vuxenavdelning).
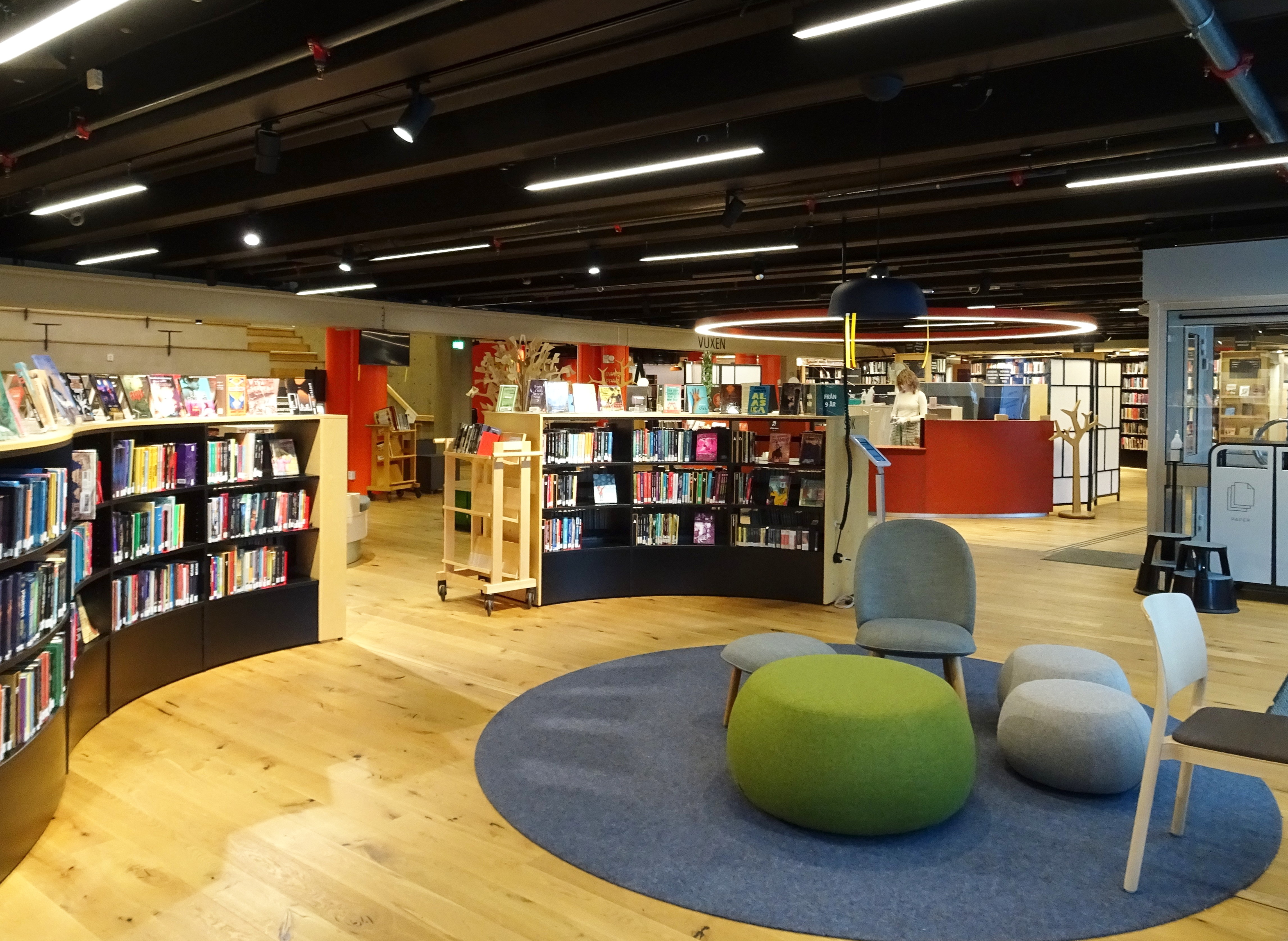
Stadsbiblioteket (barnavdelning).
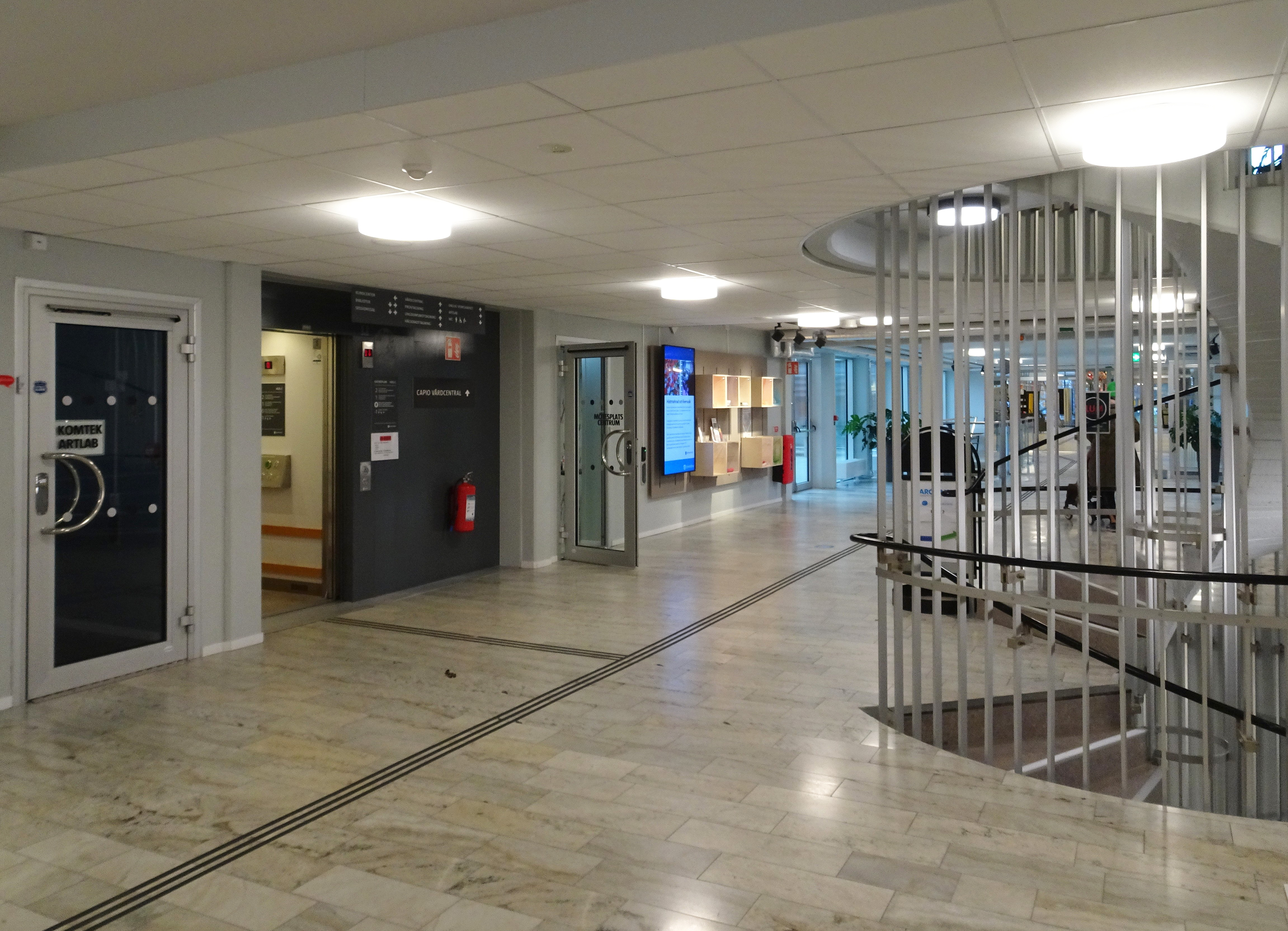
Centralkorridoren i kontorsdelen.